# Acacia faucium
Acacia faucium é uma espécie de leguminosa do gênero Acacia, pertencente à família Fabaceae.